# José Julino Kalupeteka
José Julino Kalupeteka, né en 1967 (52 ans), est le chef d'une secte chrétienne adventiste en Angola, Sétimo Dia a Luz do Mundo (Septième Jour Lumière du Monde), créée en 2001, impliqué dans un massacre en 2015.

## Événement
Dans la province centrale de Huambo (capitale Huambo), près de la ville de Caála, dans une zone montagneuse, à São Pedro Sumé, le prophète Kalupeteka rassemble des milliers de personnes (3000). Selon ses prophéties, la fin du monde est annoncée pour 2015, et chacun est invité à abandonner tous ses biens, et à se regrouper dans des camps de montagne pour attendre la fin des temps,,.
Le mouvement, non reconnu par les autorités, est illégal, et finalement suspecté de vouloir déstabiliser l'État. Le 16 avril 2015, la police tente d'arrêter le dirigeant. L'opération tourne à l'affrontement, avec au moins 22 morts, dont 13 gardes privés du prophète, et 9 civils membres de la secte, en plus de 7 policiers.
D'autres chiffres circulent. Pour Raul Danda, chef du groupe de l'Unita, principal parti d'opposition au gouvernement et au président Dos Santos, la réalité est plus complexe, et le bilan de l'action dans cette zone devenue "zone militaire" s'élèverait à 1080 morts.
Le chef religieux, arrêté avec son fils, est incarcéré.